# Знак Максим Олександрович
Максим Олександрович Знак (біл. Максім Аляксандравіч Знак; нар. 4 вересня 1981, Мінськ, БРСР) — білоруський юрист, адвокат, Член Координаційної ради білоруської опозиції, активний учасник протестів 2020 року в Білорусі проти Лукашенка після чергових виборів. Кандидат юридичних наук. Політичний в'язень, в'язень сумління.

## Життєпис
Народився і виріс у Мінську, у 1999—2004 навчався на юридичному факультеті Білоруського державного університету, закінчив аспірантуру.
2007 року заснував юридичну компанію «ЮрЗнак», 2009 року захистив дисертацію на тему «Диспозитивність договірної відповідальності в цивільному праві», отримав ступінь кандидата юридичних наук. У варшавському Університеті Козьмінського (Польща) отримав ступінь магістра бізнес-адміністрування.
2013—2015 року навчався в Бізнес-школі ІПМ. З 2011 року є доцентом юридичного факультету Білоруського державного університету, де веде курс «Господарське право» в MBA Інституту бізнесу БДУ.

## Політика
Під час виборів президента в Білорусі 2020 року, став юристом у штабі кандидата в президенти Віктора Бабарика. Коли 14 липня ЦВК Білорусі відмовив Бабарику в реєстрації, Знак подав скаргу до Верховного суду Біолрусі, але у суді відмовили її приймати.
15 серпня Знак разом з Ольгою Ковальковою почав створювати Координаційну раду Білорусі, 18 серпня став членом президії ради.
20 серпня Знака разом з Сергієм Дилевським, лідером страйкового комітету МТЗ, було викликано до Слідчого комітету Білорусі для допиту в рамках кримінальної справи, відкритої проти Координаційної ради.
26 серпня Знак супроводжував Світлану Алексієвич на допит у Слідчому комітеті, де вона відмовилася давати свідчення і її було відпущено.
8 вересня вночі Знак перестав виходити на зв'язок, після чого, 9 вересня його адвокат Дмитро Лаєвський заявив, що Знака повторно викликали на допит до Слідчого комітету. Того ж дня стало відомо, що Знак став фігурантом справи про можливе «захоплення влади» в Білорусі, його звинуватили у «публічних закликах до захоплення влади чи силової зміни конституційного ладу країни». Знака було взято під варту. 
10 вересня спільною заявою дванадцяти організацій, серед яких Правозахисний центр «Вясна», Білоруська асоціація журналістів, Білоруський Гельсінський комітет, Білоруський ПЕН-центр, був визнаний політичним в'язнем. 11 вересня «Amnesty International» визнала Знака в'язнем сумління. 14 вересня шефство над політичним в'язнем взяв Сергій Лагодинський, депутат Європейського парламенту.
18 вересня Максим почав голодування на знак протесту проти арешту, 28 вересня він припинив голодувати, поступово відновлюючи прийом їжі.
Станом на 21 січня 2021 року перебував у СІЗО-1 в Мінську.
6 вересня 2021 року Мінський обласний суд засудив Марію Колесникову та Максима Знака до 11 та 10 років ув'язнення відповідно, визнавши винними за трьома статтями КК РБ: ч. 3 ст. 361 (заклики до дій проти національної безпеки), ч. 1 ст. 357 (змова з метою захоплення державної влади неконституційним шляхом), ч. 1 ст. 361-1 (створення екстремістського формування і керівництво ним). Колесникову мало бути направлено для відбуття покарання до колонії загального режиму, а Знака — посиленого.

## Нагороди
- Премія Міжнародної асоціації юристів за внесок у захист прав людини (2021)[22]

## Інше
Володіє білоруською, німецькою, російською та англійською мовами.